# Madalena (Lissabon)
Madalena ist eine portugiesische Gemeinde (Freguesia) im Kreis Lissabon. In ihr leben 395 Einwohner (Stand 30. Juni 2011).

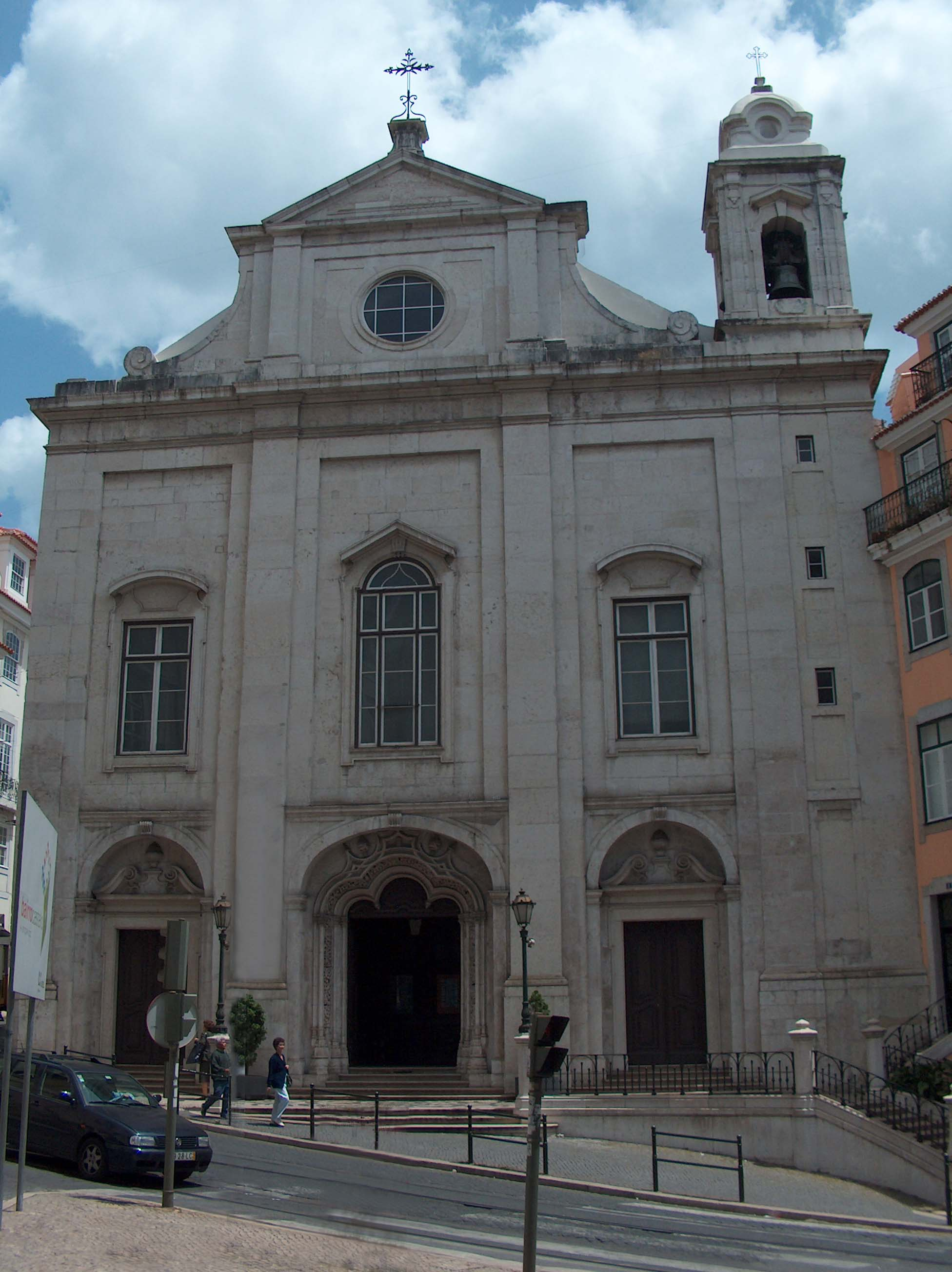
Kirche von Madalena